# Obs de Biguli
Obs de Biguli (fl. entro il 1220) è stato uno dei pochi trovatori conosciuti solo di nome, originario della Lombardia, della cui opera poetica nulla ci è pervenuto.
Il suo nome viene menzionato solo in una poesia di Guilhem Raimon:
Questo componimento venne probabilmente scritto nella Venezia alla corte della famiglia Da Romano in occasione [della venuta] dell'imperatore Federico II (il rei [re] della canzone) nel 1220. Sebbene la poesia non identifichi in modo esplicito Obs come trovatore, molti studiosi successivi dei trovatori (italiani) hanno sospettato che lo fosse.
Mentre il nome è probabilmente una traduzione occitana del'Obizzo italiano, il suo cognome può essere o un'occitanizzazione di Bigolini, una famiglia originaria di Treviso che si spostò a Padova, oppure di Bigoli, una famiglia di Piacenza. Sfortunatamente, non è conosciuto nessun Obizzo del XII secolo appartenente a queste due famiglie.